# Caenoplana coerulea
Caenoplana coerulea és una espècie de planària terrestre. És nadiua de l'est d'Austràlia. Tanmateix, aquesta espècie fou introduïda accidentalment a Nova Zelanda, els EUA, incloent Califòrnia, Florida, Geòrgia, Texas, Carolina del Sud, Iowa. A més, s'ha trobat recentment a l'Argentina, el Regne Unit, França, i Espanya (Madrid, Catalunya, entre d'altres).
L'espècie generalment es troba a jardins suburbans d'Austràlia però també a hivernacles i botigues de jardineria als països on ha estat introduïda accidentalment.